# Sminthopsis aitkeni
Il Dunnart dell'isola dei Canguri (Sminthopsis aitkeni (Kitchener, Stoddart e Henry, 1984) è un marsupiale della famiglia dei Dasiuridi, endemico, come il nome dice, dell'isola dei Canguri (a sud dell'Australia). Si tratta di uno dei marsupiali a più alto rischio di estinzione e dopo gli incendi avvenuti tra il 2019 e il 2020, si ritiene ne siano rimasti all'incirca 500 esemplari.